# All-Star Game LNB 2022
Le All-Star Game LNB 2022 est la 36e édition du All-Star Game LNB. Il se déroule le 29 décembre 2022 à l'Accor Arena de Paris. L’équipe des All-Stars France bat l’équipe des All-Stars Monde 136-128. Victor Wembanyama, avec une évaluation de 32, est élu MVP de la rencontre. L'événement est diffusé sur BeIn Sports 1.

## Joueurs
Du 15 au 29 novembre 2022, le public vote sur le site officiel pour son « All Star Français » et son « All Star Étranger » parmi tous les joueurs de Jeep ÉLITE ayant un temps de jeu minimum de 15 minutes depuis le début de la saison 2022-2023. Le 30 novembre 2022, les participants au All-Star Game et aux différents concours sont dévoilés. Les équipes sont désignées par un jury d’experts de la presse spécialisée et des instances du basket français.

### All-Stars France
| Position    | Joueur            | Équipe                  |
| ----------- | ----------------- | ----------------------- |
| Meneur      | Nando de Colo     | ASVEL Lyon-Villeurbanne |
| Arrière     | Élie Okobo ¹      | AS Monaco               |
| Ailier      | Nicolas Lang      | Limoges CSP             |
| Ailier fort | Ismaël Kamagate   | Paris Basketball        |
| Pivot       | Victor Wembanyama | Metropolitans 92        |

| Position             | Joueur            | Équipe                  |
| -------------------- | ----------------- | ----------------------- |
| Meneur-Arrière       | Hugo Besson       | Metropolitans 92        |
| Meneur-Arrière       | Boris Dallo       | Cholet Basket           |
| Arrière              | Juhann Begarin    | Paris Basketball        |
| Ailier               | Giovan Oniangue   | Élan béarnais           |
| Ailier - Ailier fort | Williams Narace   | SLUC Nancy              |
| Ailier fort-Pivot    | Stéphane Gombauld | Le Mans SB              |
| Pivot                | Youssoupha Fall   | ASVEL Lyon-Villeurbanne |

¹ Élie Okobo déclare forfait pour le All-Star Game en raison de la programmation le même soir d’une rencontre d’Euroligue et est remplacé par Hugo Benitez (JL Bourg) ; Boris Dallo prend la place d'Okobo dans le cinq de départ.

### All-Stars Monde
| Position       | Joueur          | Équipe        |
| -------------- | --------------- | ------------- |
| Meneur         | David Holston   | JDA Dijon     |
| Meneur         | Dominic Artis   | Cholet Basket |
| Meneur-Arrière | Mike James ¹    | AS Monaco     |
| Ailier fort    | Markis McDuffie | JDA Dijon     |
| Pivot          | Tres Tinkle     | Le Mans SB    |

| Position           | Joueur             | Équipe                   |
| ------------------ | ------------------ | ------------------------ |
| Meneur             | Tremont Waters     | Metropolitans 92         |
| Meneur-Arrière     | Matt Morgan        | Le Mans SB               |
| Arrière            | James Palmer Jr.   | JL Bourg-en-Bresse       |
| Arrière-Ailier     | Ronald March       | Roanne                   |
| Ailier             | Desi Rodriguez     | Limoges CSP              |
| Ailier-Ailier fort | Mbaye Ndiaye       | Blois                    |
| Pivot              | Dominik Olejniczak | BCM Gravelines-Dunkerque |

¹ Mike James déclare forfait en raison de la programmation le même soir d’une rencontre d’Euroligue et est remplacé par Michael Stockton (Élan béarnais) ; James Palmer Jr. prend la place de James dans le cinq de départ.

### Entraîneurs
Nenad Markovic ¹ (JDA Dijon), assisté de François Sence (AS Denain), dirigent l’équipe des All-Stars français. Laurent Vila (Cholet), assisté de Julien Mahé (Saint-Quentin), dirigent l’équipe des All-Stars étrangers.
¹ Nenad Markovic remplace Vincent Collet, malade, à la tête de l'équipe des All-Stars français.
| 29 décembre 2022 20h30 | Rapport | Français                                           | 136-128                  | Étrangers                                              |  | AccorHotels Arena, Paris Affluence : 15 833 Arbitres : Thomas Kerisit Valentin Oliot Florent Acheen | BeIn Sports 1 |
| 29 décembre 2022 20h30 | Rapport | Score par quart-temps : 28-43, 36-32, 42-24, 30-29 |                          |                                                        |  | AccorHotels Arena, Paris Affluence : 15 833 Arbitres : Thomas Kerisit Valentin Oliot Florent Acheen | BeIn Sports 1 |
| 29 décembre 2022 20h30 | Rapport | Score par mi-temps : 64-72, 72-53                  |                          |                                                        |  | AccorHotels Arena, Paris Affluence : 15 833 Arbitres : Thomas Kerisit Valentin Oliot Florent Acheen | BeIn Sports 1 |
| 29 décembre 2022 20h30 | Rapport | Wembanyama 27 Begarin, Wembanyama 12 Begarin 7     | Points Rebonds Passes d. | Palmer 32 McDuffie, Palmer 6 Holston,McDuffie,Morgan 4 |  | AccorHotels Arena, Paris Affluence : 15 833 Arbitres : Thomas Kerisit Valentin Oliot Florent Acheen | BeIn Sports 1 |

## Concours

### Concours des meneurs
T. J. Campbell (Cholet Basket) remporte le trophée après sa victoire en finale face à Nadir Hifi.
- Notes : 
  - Demi-finales :
    - T. J. Campbell (Cholet Basket) - Thomas Cornely (ADA Blois) : 2-1
    - Nadir Hifi (ESSM Le Portel) - Milan Barbitch (Fos Provence Basket) : 2-0

  - Finale : T. J. Campbell (Cholet Basket) - Nadir Hifi (ESSM Le Portel) : 2-1

| Pos.           | Joueur         | Équipe              | taille | Premier tour | Finale |
| -------------- | -------------- | ------------------- | ------ | ------------ | ------ |
| Meneur-Arrière | Nadir Hifi     | ESSM Le Portel      | 1,84 m | 2            | 1      |
| Arrière        | Milan Barbitch | Fos Provence Basket | 1,98 m | 0            |        |
| Meneur-Arrière | Thomas Cornely | ADA Blois           | 1,91 m | 0            |        |
| Meneur         | T. J. Campbell | Cholet Basket       | 1,75 m | 2            | 2      |

### Concours de tirs à 3 points
Nicolas Lang (Limoges CSP) remporte le trophée.
| Pos.              | Joueur            | Équipe                  | taille | Premier tour | Finale |
| ----------------- | ----------------- | ----------------------- | ------ | ------------ | ------ |
| Ailier            | Gauthier Denis    | Paris Basketball        | 2,01 m | 21           | 13     |
| Arrière           | Nando de Colo     | ASVEL Lyon-Villeurbanne | 1,96 m | 16           |        |
| Ailier fort-Pivot | Victor Wembanyama | Metropolitans 92        | 2,21 m | 12           |        |
| Arrière           | Nicolas Lang      | Limoges CSP             | 1,98 m | 17           | 21     |

### Concours de dunks
Yves Pons remporte le concours, en réalisant un dunk par-dessus Victor Wembanyama, devant Juhann Begarin.
- Notes: 
  - Les joueurs sont évalués sur deux dunks lors de chaque manche.
  - Le vainqueur est désigné par le public de l'AccorHotels Arena à l'applaudimètre.
  - Les notes représentent le nombre de décibels.

| Pos.        | Joueur          | Équipe                  | Taille | Premier tour    | Finale          |
| ----------- | --------------- | ----------------------- | ------ | --------------- | --------------- |
| Ailier      | Dylan Affo Mama | Fos Provence Basket     | 1,96 m | 198 (95 + 103)  |                 |
| Meneur      | Stefan Moody    | Roanne                  | 1,97 m | 201 (99 + 102)  |                 |
| Ailier-fort | Yves Pons       | ASVEL Lyon-Villeurbanne | 1,97 m | 206 (100 + 106) | 204 (103 + 101) |
| Arrière     | Juhann Begarin  | Paris Basketball        | 1,96 m | 203 (100 + 103) | 203 (99 + 104)  |